# Zvjezdan Misimović
Zvjezdan Misimović (Kirin Serbia: Звјездан Мисимовић, phát âm [zʋjězdan misǐːmoʋitɕ]; sinh ngày 5 tháng 6 năm 1982) là một cựu cầu thủ bóng đá người Bosna thi đấu ở vị trí tiền vệ tấn công.

## Sự nghiệp câu lạc bộ
Misimovic đã từng chơi cho Bayern Munich, nhưng gia nhập VfL Bochum vào đầu mùa 2004 - 2005 và sau đó chuyển tới FC Nuremberg vào tháng 7 năm 2007. Tiền vệ người Bosnia được đánh giá là một trong những cầu thủ kiến tạo hay nhất Bundesliga.
Misimovic ký hợp đồng 4 năm tới năm 2012 với Vfl Wolfsburg và họ trả 3,9 triệu Euro cho tuyển thủ Bosnia.

## Thi đấu quốc tế
Vào ngày 8 tháng 4 năm 2008, Misimovic cho biết anh sẽ giã từ đội tuyển quốc gia để tập trung vào câu lạc bộ. Nhưng 4 ngày sau đó liên đoàn bóng đá Bosnia và Herzegovina cho biết rằng Misimovic đã quyết định tiếp tục sự nghiệp thi đấu quốc tế. Anh trở thành một trong những niềm hy vọng của bóng đá Bosnia, cùng Miralem Pjanić, Edin Džeko, Sejad Salihović, Vedad Ibišević, Senijad Ibričić, Asmir Begović và Emir Spahić. Anh là một trong những cầu thủ đáng giá nhất trong đội hình đội tuyển Bosnia và erzegovina. Anh từng lập hattrick trong trận thắng 7-0 trước Estonia. Anh từng cùng đội tuyển Bosnia và Herzegovina lần đầu tiên tham dự World Cup 2014. Sau giải đấu đó, anh kết thúc sự nghiệp thi đấu ở đội tuyển quốc gia, tổng cộng anh đã 84 lần ra sân và ghi được 25 bàn thắng.

### Bàn thắng cho đội tuyển quốc gia
| Goal | Date                 | Venue                                                   | Opponent      | Score | Kết quả | Competition              |
| ---- | -------------------- | ------------------------------------------------------- | ------------- | ----- | ------- | ------------------------ |
| 1.   | 31 tháng 3 năm 2004  | Sân vận động Josy Barthel, Luxembourg City, Luxembourg  | Luxembourg    | 1–0   | 2–1     | Giao hữu                 |
| 2.   | 28 tháng 4 năm 2004  | Sân vận động Bilino Polje, Zenica, Bosna và Hercegovina | Phần Lan      | 1–0   | 1–0     | Giao hữu                 |
| 3.   | 8 tháng 6 năm 2005   | Sân vận động Mestalla, Valencia, Tây Ban Nha            | Tây Ban Nha   | 1–0   | 1–1     | Vòng loại World Cup 2006 |
| 4.   | 28 tháng 2 năm 2006  | Signal Iduna Park, Dortmund, Đức                        | Nhật Bản      | 1–1   | 2–2     | Giao hữu                 |
| 5.   | 31 tháng 5 năm 2006  | Sân vận động Azadi‚ Tehran, Iran                        | Iran          | 1–0   | 2–5     | Giao hữu                 |
| 6.   | 2 tháng 9 năm 2006   | Sân vận động Ta' Qali, Ta' Qali, Malta                  | Malta         | 5–1   | 5–2     | Vòng loại Euro 2008      |
| 7.   | 6 tháng 9 năm 2006   | Sân vận động Bilino Polje, Zenica, Bosna và Hercegovina | Hungary       | 1–3   | 1–3     | Vòng loại Euro 2008      |
| 8.   | 7 tháng 10 năm 2006  | Sân vận động Zimbru, Chişinău, Moldova                  | Moldova       | 1–2   | 2–2     | Vòng loại Euro 2008      |
| 9.   | 24 tháng 3 năm 2007  | Sân vận động Ullevaal, Oslo, Na Uy                      | Na Uy         | 1–0   | 2–1     | Vòng loại Euro 2008      |
| 10.  | 19 tháng 11 năm 2008 | Sân vận động Ljudski vrt, Maribor, Slovenia             | Slovenia      | 2–1   | 4–3     | Giao hữu                 |
| 11.  | 10 tháng 9 năm 2008  | Sân vận động Bilino Polje, Zenica, Bosna và Hercegovina | Estonia       | 1–0   | 7–0     | Vòng loại World Cup 2010 |
| 12.  | 10 tháng 9 năm 2008  | Sân vận động Bilino Polje, Zenica, Bosna và Hercegovina | Estonia       | 2–0   | 7–0     | Vòng loại World Cup 2010 |
| 13.  | 10 tháng 9 năm 2008  | Sân vận động Bilino Polje, Zenica, Bosna và Hercegovina | Estonia       | 3–0   | 7–0     | Vòng loại World Cup 2010 |
| 14.  | 28 tháng 3 năm 2009  | Cristal Arena, Genk, Bỉ                                 | Bỉ            | 4–1   | 4–2     | Vòng loại World Cup 2010 |
| 15.  | 14 tháng 10 năm 2009 | Sân vận động Bilino Polje, Zenica, Bosna và Hercegovina | Tây Ban Nha   | 2–5   | 2–5     | Vòng loại World Cup 2010 |
| 16.  | 10 tháng 12 năm 2010 | Khu liên hợp thể thao Mardan, Antalya, Thổ Nhĩ Kỳ       | Ba Lan        | 2–2   | 2–2     | Giao hữu                 |
| 17.  | 6 tháng 9 năm 2011   | Sân vận động Bilino Polje, Zenica, Bosna và Hercegovina | Belarus       | 1–0   | 1–0     | Vòng loại Euro 2012      |
| 18.  | 7 tháng 10 năm 2011  | Sân vận động Bilino Polje, Zenica, Bosna và Hercegovina | Luxembourg    | 2–0   | 5–0     | Vòng loại Euro 2012      |
| 19.  | 7 tháng 10 năm 2011  | Sân vận động Bilino Polje, Zenica, Bosna và Hercegovina | Luxembourg    | 3–0   | 5–0     | Vòng loại Euro 2012      |
| 20.  | 15 tháng 11 năm 2011 | Sân vận động Ánh sáng, Lisboa, Bồ Đào Nha               | Bồ Đào Nha    | 1–2   | 2–6     | Vòng loại Euro 2012      |
| 21.  | 7 tháng 9 năm 2012   | Sân vận động Rheinpark, Vaduz, Liechtenstein            | Liechtenstein | 1–0   | 8–1     | Vòng loại World Cup 2014 |
| 22.  | 7 tháng 9 năm 2012   | Sân vận động Rheinpark, Vaduz, Liechtenstein            | Liechtenstein | 2–0   | 8–1     | Vòng loại World Cup 2014 |
| 23.  | 11 tháng 9 năm 2012  | Sân vận động Bilino Polje, Zenica, Bosna và Hercegovina | Latvia        | 1–1   | 4–1     | Vòng loại World Cup 2014 |
| 24.  | 11 tháng 9 năm 2012  | Sân vận động Bilino Polje, Zenica, Bosna và Hercegovina | Latvia        | 3–1   | 4–1     | Vòng loại World Cup 2014 |
| 25.  | 11 tháng 10 năm 2013 | Sân vận động Bilino Polje, Zenica, Bosna và Hercegovina | Liechtenstein | 2–0   | 4–1     | Vòng loại World Cup 2014 |

## Danh hiệu
- Bundesliga: 2003, 2009
- DFB-Pokal: 2003
- Bundesliga 2: 2006